# Bàsquet als Jocs Olímpics d'estiu de 1988
Als Jocs Olímpics d'Estiu de 1988 celebrats a la ciutat de Seül (Corea del Sud) es disputaren dues competicions de bàsquet, una en categoria masculina i una altra en categoria femenina. La competició se celebrà entre els dies 17 i 30 de setembre de 1988 al Jamsil Arena.

## Comitès participants
Hi participaren un total de 236 jugadors, 143 homes i 93 dones, de 14 comitès nacionals diferents:
| Categoria masculina - Austràlia - Brasil - Canadà - Corea del Sud - Egipte - Espanya - Estats Units - Iugoslàvia - Puerto Rico - República Centreafricana - Unió Soviètica - R.P. de la Xina | Categoria femenina - Austràlia - Bulgària - Corea del Sud - Estats Units - Iugoslàvia - Txecoslovàquia - Unió Soviètica - R.P. de la Xina |

## Resum de medalles
| Prova                   | Or | Argent | Bronze |
| Bàsquet masculí Detalls | Unió SovièticaAleksandr Volkov · Tiit Sokk · Sergei Tarakanov · Šarūnas Marčiulionis · Igors Miglinieks · Valeri Tikhonenko · Rimas Kurtinaitis · Arvydas Sabonis · Viktor Pankrashkin · Valdemaras Chomičius · Aleksandr Belostennyi · Valeri Goborov | IugoslàviaDražen Petrović · Zdravko Radulović · Zoran Čutura · Toni Kukoč · Žarko Paspalj · Željko Obradović · Jure Zdovc · Stojko Vranković · Vlade Divac · Franjo Arapović · Dino Rađa · Danko Cvjetičanin          | Estats UnitsMitch Richmond · Charles Smith IV · Bimbo Coles · Hersey Hawkins · Jeff Grayer · Charles D. Smith · Willie Anderson · Stacey Augmon · Dan Majerle · Danny Manning · J.R. Reid · David Robinson                        |
| Bàsquet femení Detalls  | Estats Units Teresa Edwards · Kamie Ethridge · Cynthia Brown · Anne Donovan · Teresa Weatherspoon · Bridgette Gordon · Victoria Bullett · Andrea Lloyd · Katrina McClain · Jennifer Gillom · Cynthia Cooper · Suzanne McConnell                        | Iugoslàvia Stojna Vangelovska · Mara Lakić · Zana Lelas · Eleonora Wild · Kornelija Kvesić · Danira Nakić · Sladjana Golić · Polona Dornik · Razija Mujanović · Vesna Bajkuša · Andjelija Arbutina · Bojana Milošević | Unió Soviètica Olga Zhevkova · Irina Gerlits · Olessya Barel · Irina Sumnikova · Olga Buyakina · Olga Yakovleva · Irina Minkh · Aleksandra Leonova · Elena Kudashova · Vitaliya Tuomaite · Natalya Zasulskaya · Galina Savitskaya |

## Medaller
| Posició | País           | Or | Argent | Bronze | Total |
| 1       | Estats Units   | 1  | 0      | 1      | 2     |
| 1       | Unió Soviètica | 1  | 0      | 1      | 2     |
| 3       | Iugoslàvia     | 0  | 2      | 0      | 2     |